# فرودگاه منطقه‌ای کالهون (فلوریدا)
فرودگاه منطقه‌ای کالهون (فلوریدا) (به انگلیسی: Calhoun County Airport (Florida)) یک فرودگاه همگانی بهره‌برداری هوایی است که یک باند فرود سنگفرش دارد. این فرودگاه در شهر بلاونتس‌تاون، فلوریدا کشور ایالات متحده آمریکا قرار دارد و در ارتفاع ۳۶ متری از سطح دریا واقع شده‌است.